# Stephan Langer
Stephan Langer (* 2. August 1976) ist ein belgischer Skilangläufer und Biathlet.
Stephan Langer nahm in Clausthal-Zellerfeld an den erstmals ausgetragenen Sommerbiathlon-Europameisterschaften 2004 teil. Im Sprint belegte er als 19., im Verfolgungsrennen als 18. die jeweils letzten Plätze. Dabei war vor allem seine schlechte Schießleistung auffällig. Im Sprint verfehlte er acht der zehn Scheiben, im Verfolgungsrennen konnte er sogar nur zwei von 20 Scheiben treffen. Danach widmete sich der Belgier vor allem dem Skilanglauf. Ein erstes internationales Rennen bestritt er im Januar 2005 im Rahmen des Alpencups in Oberstdorf. Dort nahm er auch einen Monat später an den Nordischen Skiweltmeisterschaften 2005 teil und wurde 108. über 15 Kilometer Freistil und beendete das Verfolgungsrennen nicht. In den nächsten zwei Jahren folgten Teilnahmen an Rennen des Alpen-Cups, FIS-Rennen und Volksläufen. 2009 nahm Langer in Liberec zum zweiten Mal an Weltmeisterschaften teil und erreichte als überrundeter Läufer im Verfolgungsrennen das Ziel nicht. In der Qualifikation für das 15-Kilometer-Klassisch-Rennen scheiterte er. Bis 2013 folgten weitere Teilnahmen an unterklassigen Rennen. Bei den Nordischen Skiweltmeisterschaften 2013 im Val di Fiemme kam er auf den 128. Rang über 15 km Freistil und den 110. Platz im Sprint.
Er arbeitet als Sportlehrer an einem Gymnasium im deutschsprachigen Raum Belgiens.
Thorsten Langer ist sein Bruder.